# Thần thám Địch Nhân Kiệt
Thần thám Địch Nhân Kiệt là một bộ phim truyền hình của Trung Quốc dựa trên những câu chuyện xử án trinh thám liên quan đến Địch Nhân Kiệt, một vị quan và chính khách dưới triều đại nhà Đường. Phim do Tiền Nhạn Thu làm đạo diễn kiêm tác giả kịch bản, có sự tham gia diễn xuất của Lương Quan Hoa vào vai nhân vật chính Địch Nhân Kiệt, lần đầu được phát sóng trên kênh CCTV-8 vào ngày 6 tháng 8 năm 2004. Bộ phim còn có ba phần hậu truyện nữa gồm: Thần thám Địch Nhân Kiệt 2 (2006), Thần thám Địch Nhân Kiệt 3 (2008) và Thần thám Địch Nhân Kiệt 4 (2010).

## Nội dung
Truyện phim được chia làm ba phần như sau:
1. Sứ đoàn kinh hồn (使团惊魂) hay vụ án U Châu, từ tập 1 đến 13.
2. Lam Sam Ký (蓝杉记) hay vụ án Hồ Châu, từ tập 14 đến 23.
3. Tích huyết hùng ưng (滴血雄鹰), hay vụ án tướng không đầu, từ tập 24 đến 30.

## Diễn viên
- Lương Quan Hoa vai Địch Nhân Kiệt
- Trương Tử Kiện vai Lý Nguyên Phương
- Lã Trung vai Võ Tắc Thiên
- Tu Càn vai Tằng Thái
- Từ Hiểu Bối vai Cát Lợi Khả Hãn
- Khương Hân Ngôn vai Địch Như Yên (Tô Hiển Nhi)
- Nghiêm Yến Sinh vai Vương Hiếu Kiệt và Lưu Kim
- Chúc Duyên Bình vai Hổ Kính Huy (Phúc Xà)
- Bành Đan vai Lý Thanh Hà (Kim Mộc Lan)
- Tưởng Hân vai Phương Oánh Ngọc (Tiểu Hồng)
- Lý Thế Long vai Lưu Tra Lễ
- Từ Phi Liêm vai Lưu Truyền Lâm
- Lưu Sảng vai Thái Bình công chúa